# 阿其克城堡
阿其克城堡，又称阿其克戍堡，当地称其为“空萨孜墨密卡木”，唐代城堡，位于中华人民共和国新疆维吾尔自治区和田地区和田县朗如乡亚甫恰力克村东北。

## 历史
第二次全国文物普查时，推测阿其克城堡的修筑时代为唐代。

## 保存状态
阿其克城堡损坏严重。城堡北侧无墙，依悬崖而建；东墙内弧，长约100米，西墙长约52米，东、西墙墙体沿着冲沟而建，墙外各有一条南北向的冲沟；南墙长83.5米，偏东段有一个宽6米的缺口，用土坯砌筑，两端建有角楼，残高2~4米。城堡的地表偶见轮制夹砂红陶的陶片。

## 位置
阿其克城堡位于和田县朗如乡亚甫恰力克村东北，城堡东南为和田县城至朗如乡的公路，西南距朗如乡政府4.5千米。

## 地理环境
阿其克城堡地处喀拉喀什河南岸阶地上的山前陵地带，地势南高北低，地表覆盖有戈壁砾石，并且没有植被。该地四季分明，夏季炎热，冬季冷而不寒，全年降水稀少，昼夜温差大，多风沙天气，每年沙尘天气220天以上。